# سیارک ۴۲۹۵
سیارک ۴۲۹۵ (به انگلیسی: 4295 Wisse، نامگذاری:6032P-L) چهار هزار و دویست و نود و پنجمین سیارک کشف شده‌است که در ۲۴ سپتامبر ۱۹۶۰ کشف شد.
قدر مطلق سیارک برابر ۱۳٫۴۰ است.